# إيراميت
شركة إيراميت هي شركة تعدين ومعادن فرنسية متعددة الجنسيات، مدرجة في بورصة يورونيكست باريس تحت الرمز إي أر أيه .
تنتج الشركة المعادن غير الحديدية ومشتقاتها، وسبائك النيكل والسبائك الفائقة ، والفولاذ الخاص عالي الأداء.
من خلال شركتها التابعة ، شركة النيكل (SLN)، تتمتع الشركة بجذور تاريخية في مجال تعدين النيكل، وقد حافظت لأكثر من 100 عام على عمليات تعدين واسعة النطاق في إقليم كاليدونيا الجديدة التابع لفرنسا. كما أنها منتج رئيسي للمنجنيز من مناجم الجابون . 
اعتبارًا من عام 2017، كان رئيس مجلس إدارة شركة إيراميت والرئيس التنفيذي لها هو كريستل بوريس ومقرها الرئيسي في باريس .